# Любовь за стеной
«Любовь за стеной» (нем. Liebe Mauer — букв. «Любимая стена») — романтическая трагикомедия режиссёра и сценариста Петера Тимма с Фелицитас Волль и Максимом Мехметом в главных ролях. Премьера фильма состоялась в Германии 19 ноября 2009 года.

## Сюжет
Осенью 1989 года 19-летняя Франци Шуберт приезжает учиться в Западный Берлин и снимает дешёвую квартиру в старом доме у Берлинской стены. По совету соседа она отправляется купить продукты в Восточный Берлин, и на пути обратно на пограничном переходе у неё разрывается пакет с покупками. Ей на помощь с наблюдательной вышки спешит пограничник ГДР Саша Майер. Окна Франци находятся прямо напротив наблюдательной вышки, где несёт службу Саша. Молодые люди тайком с помощью записок и биноклей договариваются встретиться в Восточном Берлине на Александерплац. Однако роман, разделённый Берлинской стеной, не остаётся без внимания спецслужб: и Штази, и ЦРУ, угрожая арестом, заставляют Франци и Сашу доносить друг на друга. Влюблённые отчаянно борются за свои чувства. Конец шпионской истории был положен 9 ноября 1989 года, в день, когда пала Берлинская стена.

## В ролях
- Фелицитас Волль — Франциска Шуберт
- Максим Мехмет — Саша Майер
- Анна Фишер — Уши
- Томас Тиме — майор Штази Куцнер
- Карл Кранцковски — Курт Майер
- Маргарита Бройх — тётя Ютта
- Гизела Трове — бабушка Эмма